# Drymoluber
A Drymoluber a hüllők (Reptilia) osztályának pikkelyes hüllők (Squamata) rendjébe, ezen belül a siklófélék (Colubridae) családjába tartozó nem.

## Rendszerezésük
A nemet Afrânio Pompílio Gastos do Amaral osztrák zoológus írta le 1930-ban, az alábbi 3 faj tartozik ide: 
- Drymoluber apurimacensis Lehr, Carrillo and Hocking, 2004
- Drymoluber brazili (Gomes, 1918)
- Drymoluber dichrous (Peters, 1863)